# Hans Antonsson
Hans Yngve Antonsson (Trollhättan, 8 novembre 1934 – Gustavsberg, 2 settembre 2021) è stato un lottatore svedese, specializzato nella lotta libera.

## Palmarès
- Giochi olimpici

Roma 1960: bronzo nei pesi medi.